# Extrém sportok

## Extrém sport jelentése
Extrém sport olyan szabadidős tevékenység, amihez általában a megszokottól jelentősen eltérő helyszín és felszerelés szükséges. Érdekességét a szokatlan élmények, az erőfeszítés, az izgalmak jelentik, végzése sokszor veszélyes, ezért gondos előkészület, speciális felszerelés, jól megválasztott környezet és segítők szükségesek hozzá.

## Extrém sportok listája
- Agresszív görkorcsolya
- Aszfaltszánkó
- Bázisugrás
- Barlangászat
- Barlangi búvárkodás
- BMX
- Bungee jumping
- Búvárkodás
- Canyoning
- Downhill kerékpározás
- Ejtőernyőzés
- Extrém vasalás
- Freestyle síelés
- Gördeszkázás
- Hintázás
- Hegymászás
- Havon korcsolyázás
- Jégmászás
- Kiteszörfözés
- Longboard
- Motokrossz
- Mountain boarding
- Paintball
- Parkour
- Rali
- Sárkányrepülés
- Síelés
- Siklóernyőzés
- Slackline
- Snowboard
- Szabadmerülés
- Szárnyas-ruhás repülés
- Sziklamászás
- Szél-szörfözés
- Szörfözés
- Terepkerékpározás
- Vadvízi evezés
- Vadvízi kajakozás
- Via ferrata
- Vízisí
- Wakeboard

## A magyar jog alapján extrém sportnak számító tevékenységek
A 217/1997. (XII. 1.) Korm. rendelet – a kötelező egészségbiztosítás ellátásairól szóló 1997. évi LXXXIII. törvény végrehajtásáról – 5/B. § (1) bekezdése alapján
„különösen veszélyes (extrém) sportnak, szórakoztató-szabadidős tevékenységnek minősül:
- a) vízisízés,
- b) jet-ski,
- c) vadvízi evezés,
- d) hegy- és sziklamászás az V. foktól,
- e) magashegyi expedíció,
- f) barlangászat,
- g) bázisugrás, mélybe ugrás (bungee jumping),
- h) falmászás,
- i) roncsautó (auto-crash) sport, rally,
- j) hőlégballonozás,
- k) félkezes és nyílttengeri vitorlázás,
- l) sárkányrepülés, ejtőernyőzés, paplanernyőzés, műrepülés,
- m) paintballozás.”

Az 1997. évi LXXXIII. törvény 18. § (6) e) pontja alapján az extrém sportolás közben bekövetkezett balesetek ellátásának költségeit a társadalombiztosítás nem fedezi.

## Extrém sportok

### Hintázás
Budapesti fiatalok találták ki az extrém hintázást, vagyis különböző szaltók, forgások végrehajtását a hintán, vagy az abból történő kiugrás közben. Nem nehéz, de veszélyes sport. Minden hinta alkalmas az alapszintű művelésére, de nem minden hinta alkalmas profibb trükkök végrehajtására. 

### Bázisugrás
A bázisugrás során az ejtőernyős épületről, hídról, magas kiálló szikláról ugrik le.
Az első bázisugrást 1978-ban hajtotta végre néhány merész sportoló, akik a 915 méter magas El Capitan szikláról ugrottak, majd néhány vakmerő fiatal tévétornyokról, toronyházakról, hidakról ugrott. A bázisugrás szélsőségesen kockázatos sportág, kiterjedt tapasztalatot és hatalmas bátorságot követel, veszélyessége miatt a legtöbb országban törvény tiltja. Angol elnevezése a B.A.S.E.  B=Building (épület), A=Antenna (antenna), S=span(híd), E=Earth (föld-szikla). 

### Aszfaltszánkó
Az aszfaltszánkót kaliforniai gördeszkások találták ki. A sportág gyakorlói egy gördeszkához hasonlatos, ám annál nagyobb kerekes eszközre feküdve száguldanak a lefelé lejtős, kanyargós utcákon. Az aszfaltszánkó akár 100 kilométer per órás sebességre is felgyorsulhat, ezért elhagyhatatlan a megfelelő védőfelszerelés. A sportolók bőrből készült ruházatot, bukósisakot és protektorokat viselnek, lábukra különleges cipőt húznak. A speciális bakancs azért szükséges, mert az aszfaltszánkót csakis lábbal lehet fékezni. 